# Le Markstein

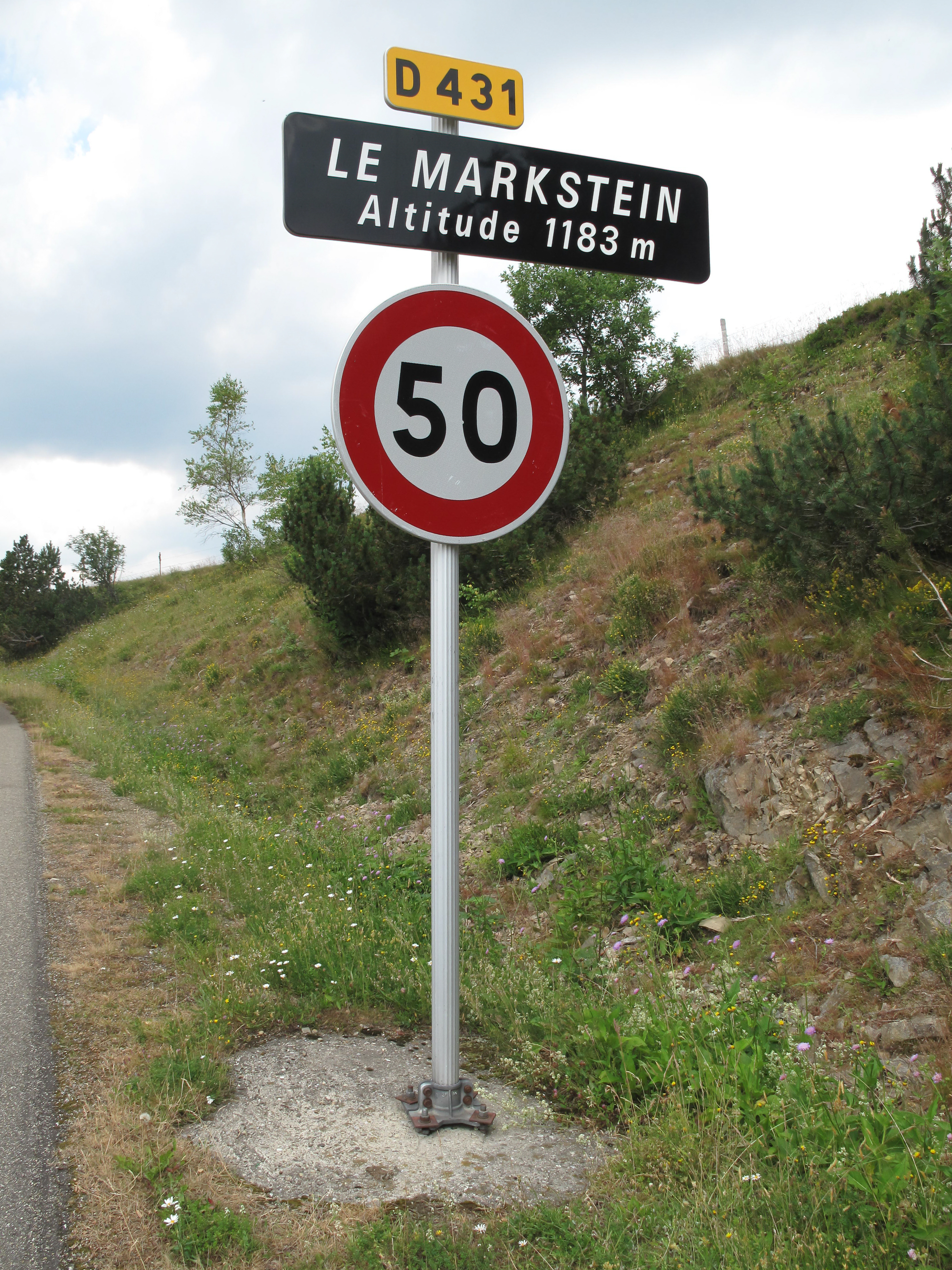
Le Markstein, naambordje

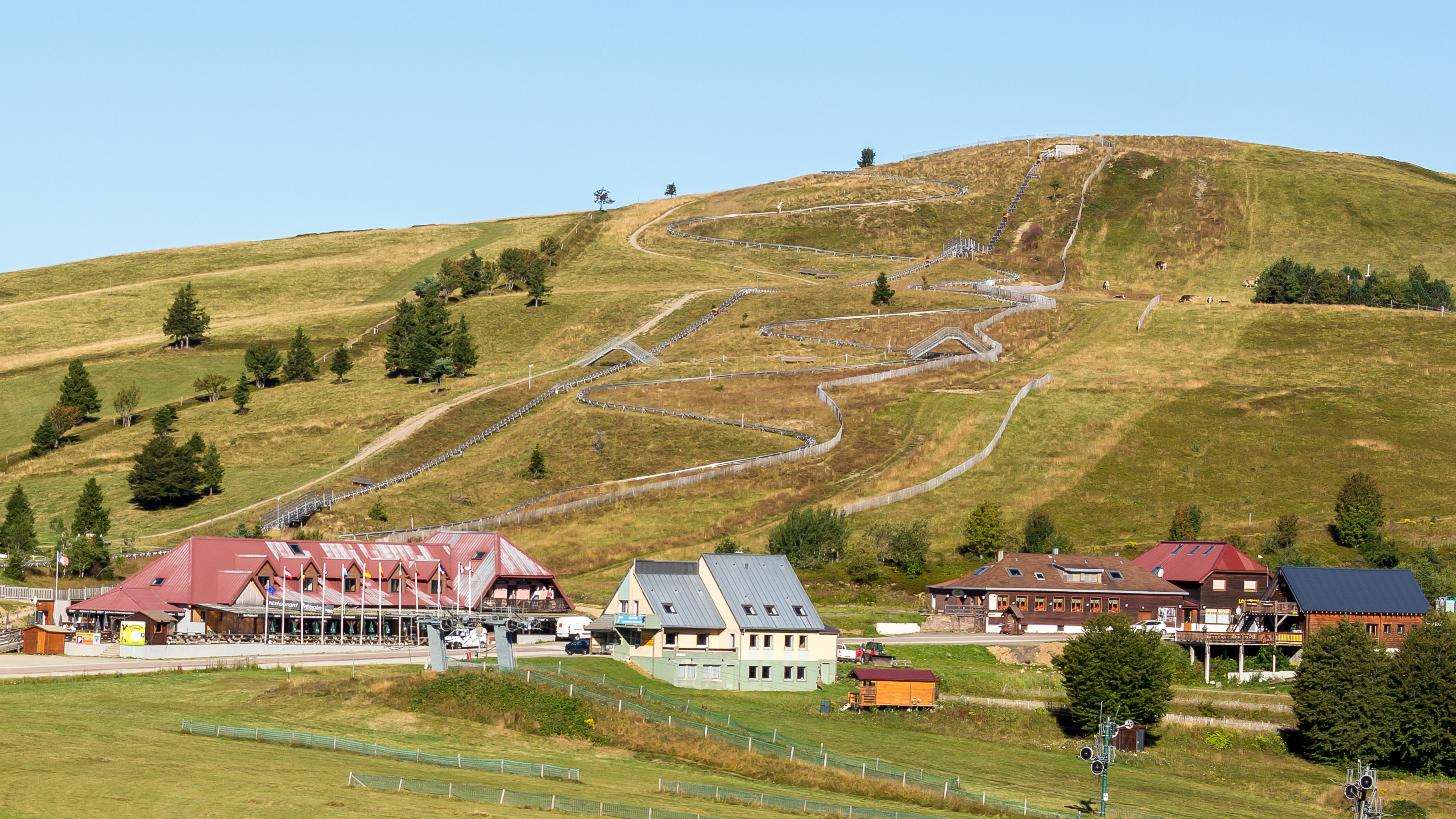
Le Markstein met de Jungfrauenkopf

Le Markstein is een bescheiden ski- en bergsportgebied in de Vogezen, in het departement Haut-Rhin. Het is gesitueerd op een hoogte van tussen 1040 en 1266 meter. Het hoogste punt is de top van de Jungfraukopf. In de zomer wordt in dit gebied aan parapenten gedaan.
In 1983 en 1987 heeft de Wereldbeker Alpineskiën Le Markstein aangedaan. In de Tour de France van 2023 is Le Markstein opgenomen als aankomstplaats. De etappe naar Le Markstein werd gewonnen door de Sloveen Tadej Pogačar.